# Thomas Vinterberg
Thomas Vinterberg est un réalisateur, scénariste et producteur danois, né le 19 mai 1969 à Copenhague.
Il est l'un des fondateurs du Dogme95.
Il remporte l'Oscar du meilleur film international avec Drunk en 2021.

## Biographie

### Jeunesse
Thomas Vinterberg est originaire du quartier de Frederiksberg à Copenhague. Il entre à l'École nationale de cinéma du Danemark, dans le quartier d'Holmen, d'où il sort diplômé, en 1993, avec son court métrage Sidste omgang remportant le prix du jury et des producteurs au Festival du film de Munich, ainsi que le Premier prix du meilleur film étudiant au festival de Tel Aviv en 1994,.

### Carrière
En 1993, Thomas Vinterberg présente son premier téléfilm sur la chaine DR TV, avec les acteurs Ann Eleonora Jørgensen, Nikolaj Coster-Waldau et Ulrich Thomsen.
En 1995, il est le confondateur du manifeste cinématographique Dogme95 avec Lars von Trier, Kristian Levring, et Søren Kragh-Jacobsen. En accord avec les préceptes de Dogme95, il prépare, en tant que scénariste et réalisateur, le projet Festen (1998), premier des films du Dogme. Bien que l'ayant écrit et dirigé — il y campe également un petit rôle —, il ne se crédite pas en tant que réalisateur au générique, et ce, conformément au manifeste. Ce film gagne de nombreux prix, dont le prix du jury au Festival de Cannes 1998.
En 1996, il achève un court métrage Le Garçon qui marchait à reculons (Drengen der gik baglæns), produit par Birgitte Hald (da) de Nimbus Film (en). Ce film remporte de nombreuses récompenses à travers le monde, entre autres au Festival Nordic Panorama (en) à Malmö en Suède, au Festival international du court métrage de Clermont-Ferrand et au Festival international du film de Toronto. La même année, il présente son son premier long métrage Les Héros (De største helte) au grand écran danois, et reçoit un excellent accueil au Danemark[réf. nécessaire].
En 1999, il réalise, pour le groupe britannique Blur, le clip No Distance Left to Run, qui a la particularité d’être tourné avec des caméras sensibles à l'infrarouge (et des éclairages infrarouges), car étant tourné de nuit.
En 2003, il dirige le film dramatique de science-fiction post-apocalyptique It's All About Love, qu'il a écrit avec Mogens Rukov et produit lui-même. Tourné en langue anglaise, il met en scène Joaquin Phoenix, Claire Danes, et Sean Penn entre autres, mais n'accueille qu'un succès très mitigé, tant du point de vue critique qu'auprès du public.
En 2005, il présente la comédie dramatique Dear Wendy, également en anglais, sur un scénario de Lars Von Trier, qui n'a pas connu le succès, même au Danemark (moins de 14 521 entrées).
En août 2008, il tourne un clip vidéo pour la chanson The Day That Never Comes de l'album Death Magnetic du groupe Metallica dont le batteur membre fondateur, Lars Ulrich, est Danois.
En 2010, après l'échec commercial du film Un homme rentre chez lui (En mand kommer hjem, 2007), son film Submarino est sélectionné pour l'Ours d'Or au Festival du film de Berlin.

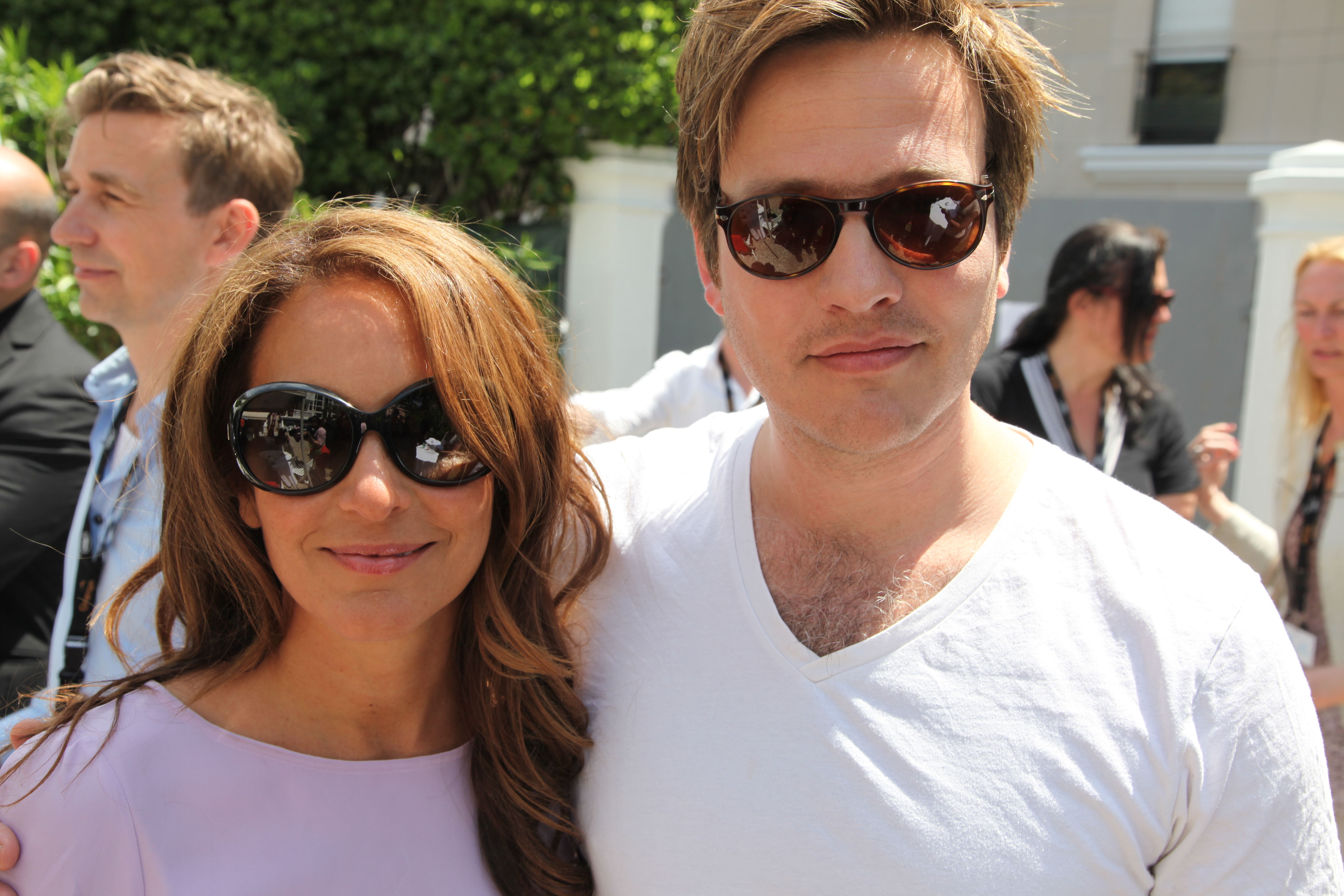
Avec Alexandra Rapaport, au Festival de Cannes 2012.

En 2012, La Chasse (Jagten) entre en compétition officielle au Festival de Cannes 2012. L'acteur Mads Mikkelsen obtient le Prix d'interprétation masculine,.
En 2013, il est le président du jury de la sélection « Un certain regard » au 66e Festival de Cannes.
En décembre 2015, il est membre du jury du Festival international du film de Marrakech, présidé par Francis Ford Coppola.
En 2018, il présente son film dramatique Kursk, inspiré du naufrage du K-141 Koursk ayant lieu en 2000.
En 2021, il remporte le César du meilleur film étranger avec le film dramatique Drunk (Druk, 2020).
En 2024 il est président du jury des longs-métrages du 21e Festival international du film de Marrakech, soit 9 ans après en avoir été membre.  

### Vie privée
En 1990, Thomas Vinterberg se marie à Maria Walbom, avant de divorcer en 2007. Le couple a deux filles : Nanna, et Ida ; cette dernière meurt le 4 mai 2019 dans un accident de voiture sur une route de Belgique, où elle était passagère de sa mère, blessée. Il dédie à Ida son film Drunk.

## Filmographie

### En tant que réalisateur

#### Longs métrages
- 1996 : Les Héros (De største helte)
- 1998 : Festen
- 2003 : It's All About Love
- 2005 : Dear Wendy
- 2007 : Un homme rentre chez lui (En mand kommer hjem)
- 2010 : Submarino
- 2012 : La Chasse (Jagten)
- 2015 : Loin de la foule déchaînée (Far from the Madding Crowd)
- 2016 : La Communauté (Kollektivet)
- 2018 : Kursk
- 2020 : Drunk (Druk)

#### Courts métrages
- 1990 : Sneblind
- 1993 : Sidste omgang
- 1996 : Le garçon qui marchait à reculons (Drengen der gik baglæns)
- 2000 : The Third Lie

#### Téléfilms
- 1993 : Slaget på tasken
- 2000 : D-dag
- 2001 : D-dag: den færdige film

Séries
- 2024 : Families Like Ours

#### Clips musicaux
- 1999 : No Distance Left to Run, de Blur
- 2002 : Don't Bomb When You're the Bomb, de Blur
- 2008 : The Day That Never Comes, de Metallica

### En tant que scénariste

#### Longs métrages
- 1996 : Les Héros (De største helte) de lui-même (co-écrit avec Bo Hr. Hansen)
- 1998 : Festen de lui-même (co-écrit avec Mogens Rukov)
- 2003 : It's All About Love de lui-même (co-écrit avec Mogens Rukov)
- 2007 : Un homme rentre chez lui (En mand kommer hjem) de lui-même (co-écrit avec Morten Kaufmann et Mogens Rukov)
- 2010 : Submarino de lui-même (co-écrit avec Tobias Lindholm)
- 2012 : La Chasse (Jagten) de lui-même (co-écrit avec Tobias Lindholm)
- 2016 : La Communauté (Kollektivet) de lui-même (co-écrit avec Tobias Lindholm et Mogens Rukov)
- 2020 : Drunk (Druk) de lui-même (co-écrit avec Tobias Lindholm)

#### Courts métrages
- 1990 : Sneblind de lui-même (co-écrit avec Aslak Lytthans)
- 1993 : Sidste omgang de lui-même (co-écrit avec Bo Hr. Hansen)
- 1996 : Le garçon qui marchait à reculons (Drengen der gik baglæns) de lui-même (co-écrit avec Bo Hr. Hansen)
- 2000 : The Third Lie de lui-même (co-écrit avec Mogens Rukov)

#### Téléfilm
- 1993 : Slaget på tasken de lui-même (co-écrit avec Flemming Quist Møller)

Séries
- 2024 : Families Like Ours

### En tant que producteur

#### Longs métrages
- 2007 : Hvid nat de Jannik Johansen (producteur délégué)
- 2012 : La Chasse (Jagten) de lui-même

#### Courts métrages
- 1990 : Sneblind de lui-même (producteur délégué)
- 1996 : Le garçon qui marchait à reculons (Drengen der gik baglæns) de lui-même
- 2008 : 8.3 Minutes de Klaus Thymann (producteur délégué)

## Distinctions
- Festival de Cannes 1998 : prix du Jury pour Festen
- Prix du cinéma européen 2008 : European Award d'honneur - contribution européenne au cinéma mondial
- Festival de Cannes 2012 : Prix du Jury œcuménique pour La Chasse
- Prix du cinéma européen 2012 : meilleur scénariste européen de l'année pour La Chasse, avec Tobias Lindholm
- Prix du cinéma européen 2020[14] : 
  - Meilleur film pour Drunk
  - Meilleur réalisateur
  - Meilleur scénariste
- César 2021 : meilleur film étranger pour Drunk[15]

- Oscars 2021 : meilleur film international et meilleure réalisation pour Drunk[16]

## Récompenses et distinctions
Le 27 avril 2016, Thomas Vinterberg est fait Chevalier de l'ordre des Arts et des Lettres par l'ambassadeur de France au Danemark.